# Südalpine Tulpe
Die Südalpine Tulpe (Tulipa sylvestris subsp. australis), auch Südliche Tulpe genannt, ist eine Unterart der Wilden Tulpe (Tulipa sylvestris) aus der Gattung der Tulpen (Tulipa) innerhalb der Familie der Liliengewächse (Liliaceae).

## Beschreibung

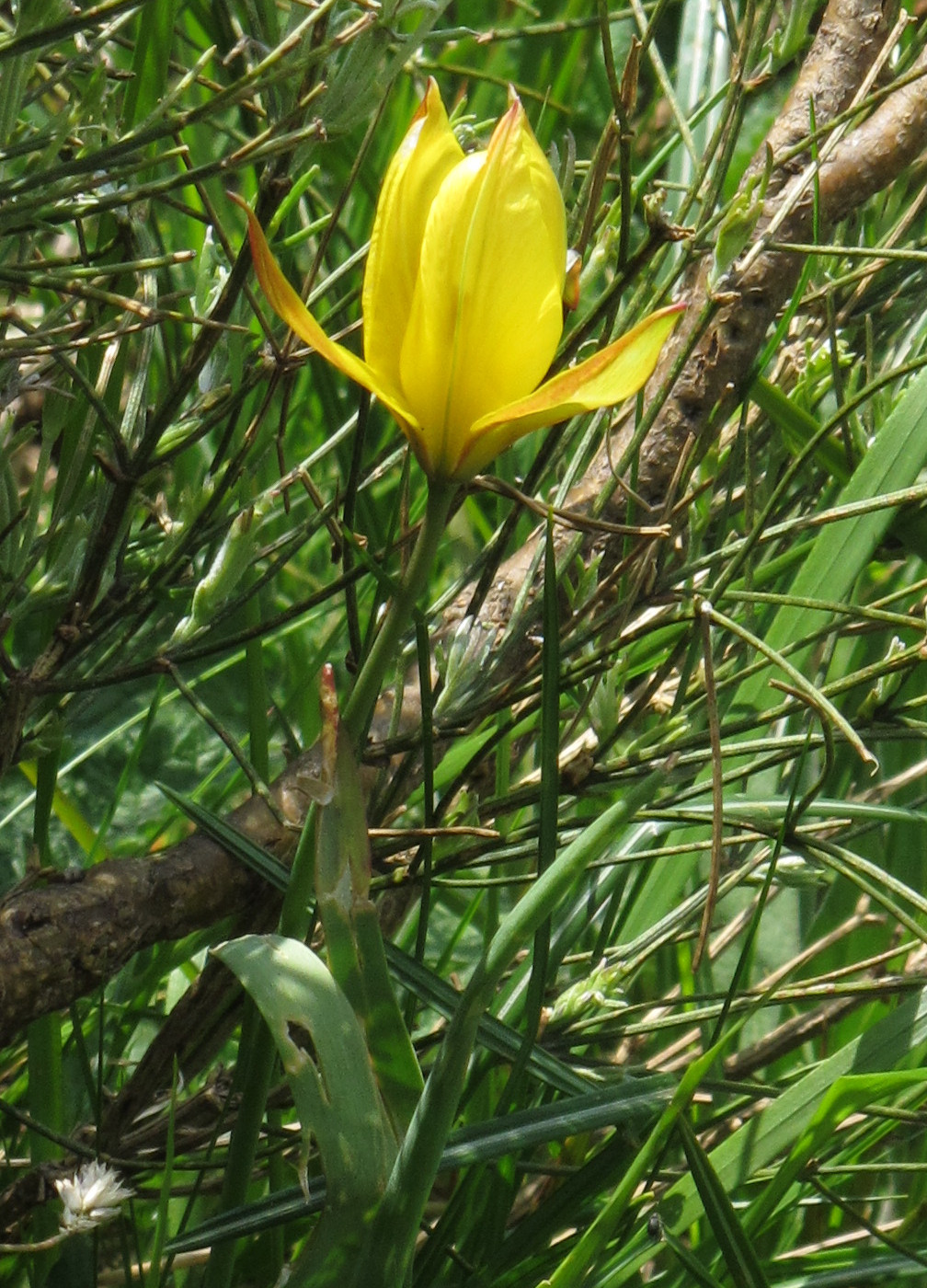
Tulipa sylvestris subsp. australis in Italien zwischen Santa Barbara und Monte Stivo am Gardasee

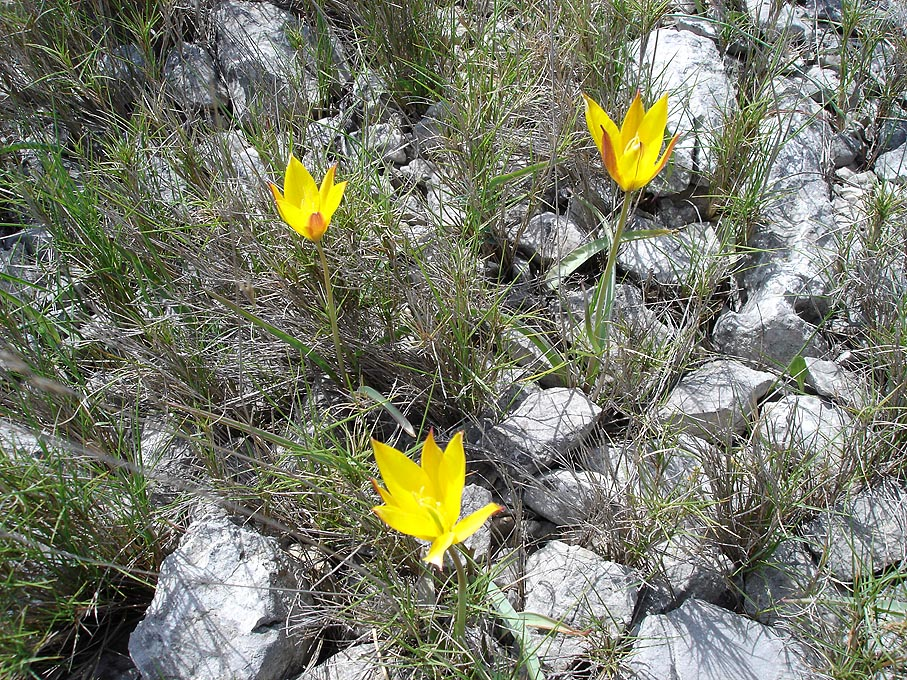
Habitus und Blüten

### Vegetative Merkmale
Die Südalpine Tulpe ist eine ausdauernde krautige Pflanze und erreicht Wuchshöhen von 8 bis 45 Zentimetern. Ihre Zwiebeln sind eiförmig, besitzen an der Spitze innen meist einige gerade Haare und treiben oft unterirdische Ausläufer. Der kahle, beblätterte und meist einblütige Stängel ist im Durchmesser nicht dicker als 2 Millimeter. Die zwei bis drei meist wechselständig angeordneten Laubblätter sind graugrün, etwas fleischig, rinnig und schmal. Das unterste Laubblatt ist weniger als 1,2 Zentimeter breit.

### Generative Merkmale
Die Blütezeit reicht von April bis Juni. Die Blüten sind nickend, bevor sie aufblühen. Die sechs freien, abfallenden Blütenhüllblätter sind gelb, die äußeren karmesinfarben- bis goldfarben überlaufen, die inneren mit einem dunklen Längsstreifen. Die sechs Staubblätter sind kürzer als die Blütenhüllblätter, am Grund etwas verbreitert und bewimpert. Die Narbe ist dreilappig. Die Samen sind flach.
Die Chromosomenzahl beträgt 2n = 24, 36 oder 48.

## Vorkommen
Die Unterart Tulipa sylvestris subsp. australis kommt in Süd- und Südosteuropa sowie in Russland vor, im zentralen Mittelmeerraum ist sie seltener. In der Schweiz erreicht sie die Nordgrenze ihrer Verbreitung im Oberwallis. Sie kommt dort auf Bergwiesen in Höhenlagen von 800 bis ungefähr 2000 Metern vor.

## Taxonomie
Die Erstveröffentlichung erfolgte 1799 unter dem Namen (Basionym) Tulipa australis durch Heinrich Friedrich Link in Journal für die Botanik, Band 2, S. 317. Den Rang einer Unterart Tulipa sylvestris subsp. australis (Link) Pamp. hat sie 1914 durch Renato Pampanini in Bolletino della Società Botanica Italiana Jahrgang 1914, S. 114 erhalten.

## Belege